# Ockenfels
Ockenfels là một đô thị thuộc huyện Neuwied, trong bang Rheinland-Pfalz, phía tây nước Đức. Đô thị Ockenfels có diện tích 1,66 km², dân số thời điểm ngày 31 tháng 12 năm 2006 là 1119 người.